# Maehwa-myeon
Maehwa-myeon  (koreanska: 매화면), tidigare benämnd  Wonnam-myeon (koreanska: 원남면), är en socken i den östra delen av Sydkorea,  230 km öster om huvudstaden Seoul. Den ligger i kommunen Uljin-gun i provinsen Norra Gyeongsang. 
Socknen bytte 21 april 2015 namn från Wonnam-myeon till Maehwa-myeon.